# Marathon van Praag 2013

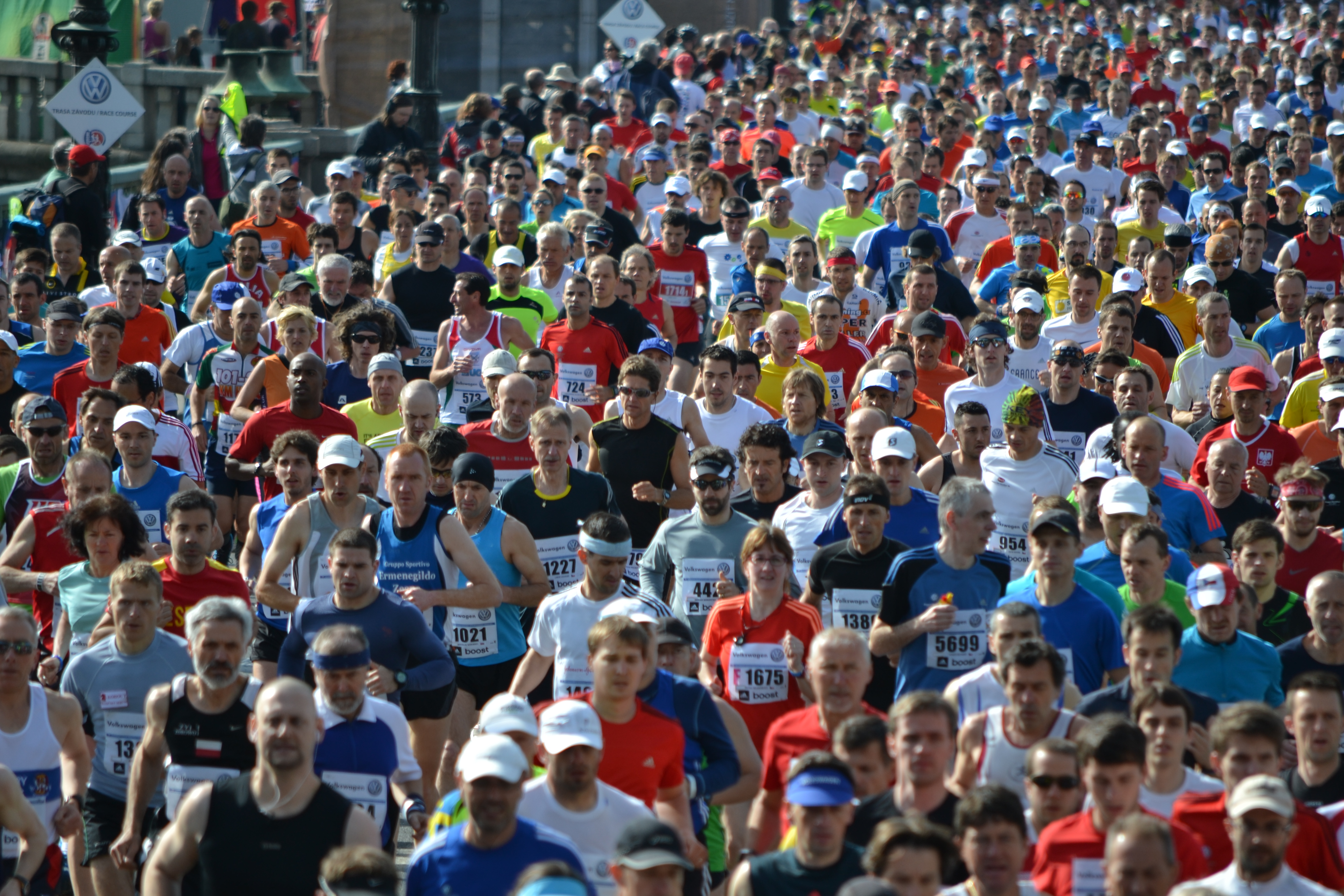
Marathonlopers op de Čechův Bridge in Praag.

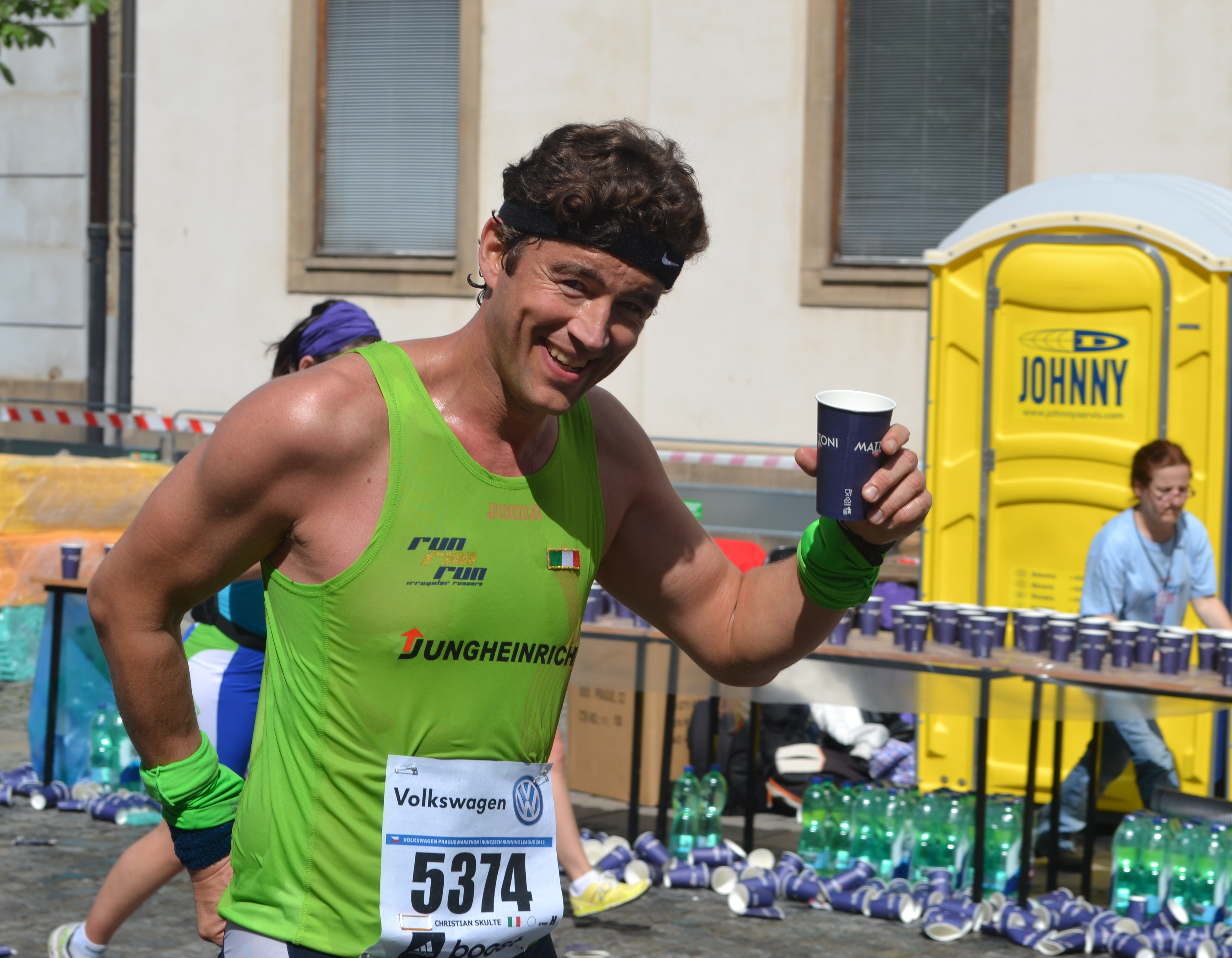
Deelnemer aan de editie van 2013.

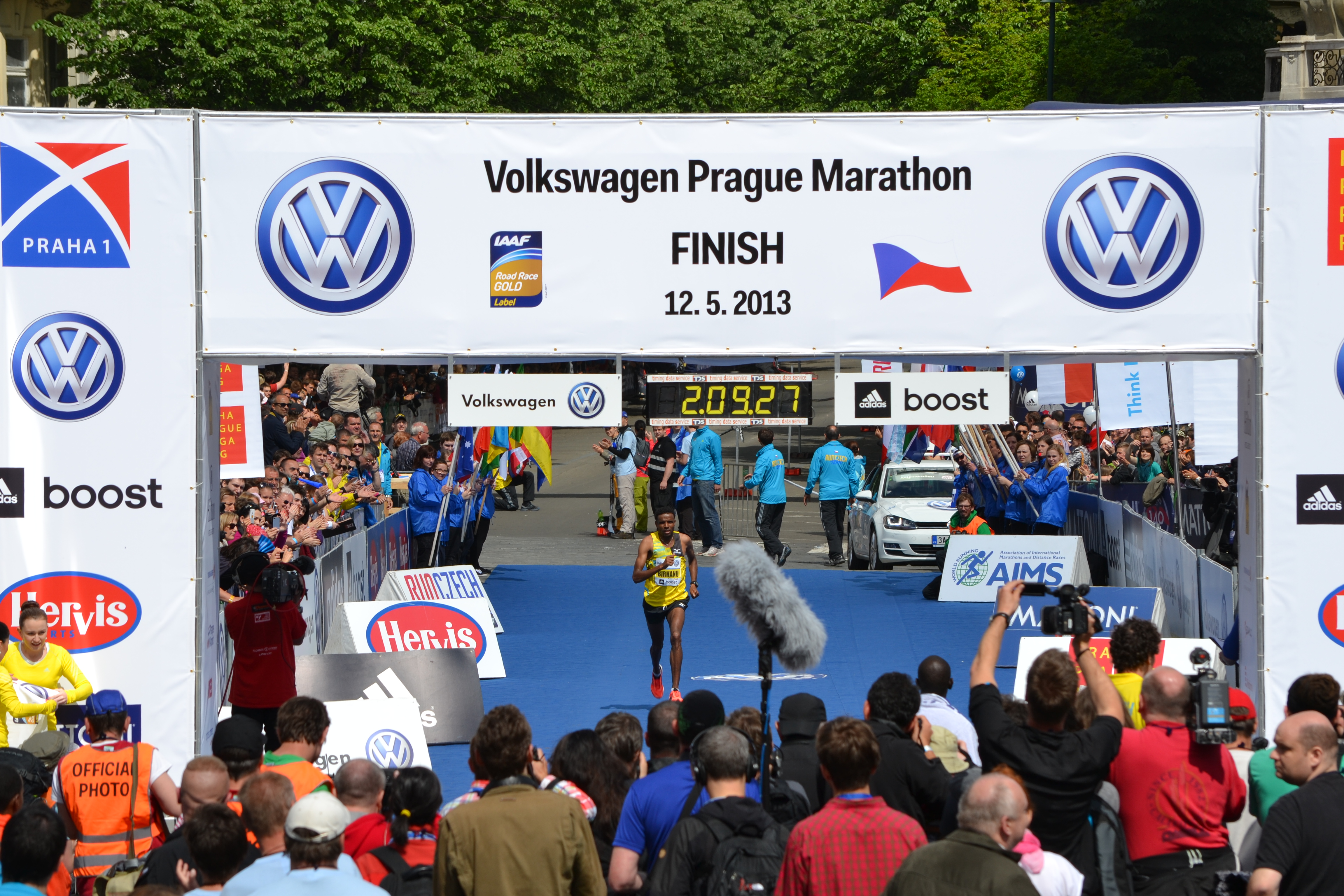
Birhanu Girma, die nummer twee, finisht de wedstrijd.

De marathon van Praag 2013 werd gelopen op zondag 12 mei 2013. Het evenement werd gesponsord door Volkswagen. Het was de negentiende editie van deze marathon. 
De wedstrijd bij de mannen werd een overwinning voor de Qatarees Nicholas Kemboi in 2:08.51. Hij had hiermee een kleine minuut voorsprong op de Ethiopiër Birhanu Girma, die in 2:09.30 over de streep kwam. Bij de vrouwen was het de Keniaanse Caroline Rotich, die de wedstrijd op haar naam schreef met een tijd van 2:27.00. In totaal namen 9500 atleten deel aan de marathon.
In totaal finishten 4802 lopers waarvan 967 vrouwen.

## Wedstrijd
Mannen
| rang   | naam                   | land | tijd    |
| ------ | ---------------------- | ---- | ------- |
| Goud   | Nicholas Kemboi        | QAT  | 2:08.51 |
| Zilver | Birhanu Girma          | ETH  | 2:09.30 |
| Brons  | Patrick Kipyegon Terer | KEN  | 2:10.08 |
| 4      | Albert Matebor         | KEN  | 2:10.56 |
| 5      | Sium Kiflom            | ERI  | 2:11.39 |
| 6      | Amanuel Mesel          | ERI  | 2:11.51 |
| 7      | Julius Lomerinyang     | KEN  | 2:13.31 |
| 8      | Benjamin Kiptoo        | KEN  | 2:14.13 |
| 9      | Julius Nderitu Karinga | KEN  | 2:14.21 |
| 10     | Teshome Gelana         | ETH  | 2:18.06 |

Vrouwen
| rang   | naam                   | land | tijd    |
| ------ | ---------------------- | ---- | ------- |
| Goud   | Caroline Rotich        | KEN  | 2:27.00 |
| Zilver | Philes Ongori          | KEN  | 2:28.53 |
| Brons  | Ehitu Kiros            | ETH  | 2:30.02 |
| 4      | Tatyana Aryasova       | RUS  | 2:32.24 |
| 5      | Mercy Jerotich Kibarus | KEN  | 2:33.23 |
| 6      | Lydia Cheromei         | KEN  | 2:34.26 |
| 7      | Yulia Ruban            | UKR  | 2:34.50 |
| 8      | Petra Pastorova        | CZE  | 2:36.44 |
| 9      | Ednah Kimaiyo          | KEN  | 2:40.16 |
| 10     | Azusa Nojiri           | JPN  | 2:40.59 |

1995 ·
1996 ·
1997 ·
1998 ·
1999 ·
2000 ·
2001 ·
2002 ·
2003 ·
2004 ·
2005 ·
2006 ·
2007 ·
2008 ·
2009 ·
2010 ·
2011 ·
2012 ·
2013 ·
2014 ·
2015 ·
2016 ·
2017